# Kostel Notre-Dame-de-Grâce-de-Passy
Kostel Notre-Dame-de-Grâce-de-Passy  (tj. Panny Marie Milostivé v Passy) je katolický farní kostel v 16. obvodu v Paříži, v ulici Rue de l'Annonciation. Kostel je zasvěcený Panně Marii a pojmenován podle bývalé obce Passy. Současná novoklasicistní podoba vychází z přestavby v letech 1846–1875.

## Historie
V roce 1666 majitel panství Passy Claude Chahu nechal na své náklady zřídit kapli. V roce 1672 jeho vdova Christine de Heurles získala právo k povýšení kaple na samostatný farní kostel, do té doby pod farností Notre-Dame d'Auteuil. Nechala vybudovat presbytář a věnovala důchod pro školu. Její portrét se nachází v sakristii kostela. Kostel nejprve nazývaný Zvěstování Panny Marie se stal kostelem Panny Marie Milostivé.
V letech 1846–1875 byl kostel v několika fázích postupně rozšířen podle plánů architekta Eugèna Debressenna. Z původního kostela se dochovaly pouze pilíře v hlavní lodi. V malé zvonici z roku 1846 se nachází zvon z roku 1763 pocházející z opatství Ourscamp v diecézi Noyon. Sakristie byla rozšířena v roce 1872. V letech 1856–1859 byly postaveny kaple Sacré-Cœur a Sainte-Vierge.
Varhany pocházejí z roku 1905.
V letech 1956–1961 byl vpravo od staršího kostela postaven ještě nový kostel. Kostel vysvětil pařížský arcibiskup Maurice Feltin v roce 1959. Loď je dlouhá 50 m a široká 19 metrů. V chóru je velká vitráž, hlavní oltář z černého mramoru je obklopen sochami 12 apoštolů. Chór má z každé strany varhany. Na podlaze kostela se nachází velká freska představující Poslední soud.
Před stavbou nového kostela zde byla zahrada, ve které se scházela procesí. Zůstaly jen malé části u presbytáře ze 17. století a kaple Notre-Dame de Bon-Secours z 19. století.

## Architektura
Portál do kostela zdobí dva dórské sloupy a tympanon s kamenným basreliéfem Zvěstování z 18. století a nad ním v nice kamenná socha ze 17. století představující Madonu s dítětem.
Interiér kostela je členěný do tří lodí. Boční lodě vedou až k chór a navazují na chórový ochoz. Kostel nemá klenbu ale jen jednoduchý strop. Chór je vyzdoben malbami s námětem Zvěstování. Je zde mramorový oltář z období vlády Karla X. a socha Panny Marie Milosti z Passy. Dřevěný pulpit patřil původně ke kazatelně.

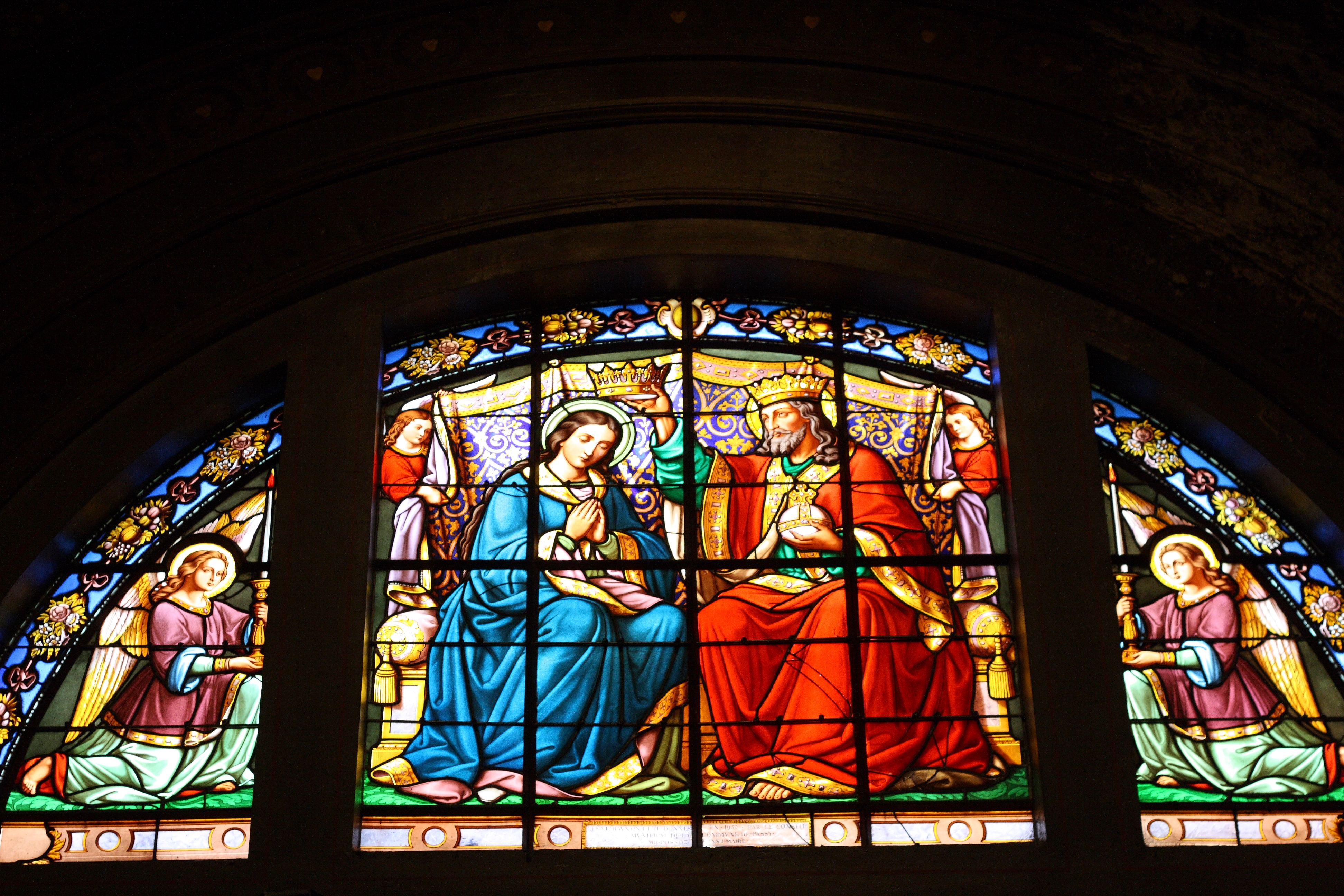
Vitráž Korunování Panny Marie

Okolo chóru se nacházejí sochy Panny Marie Lurdské, sv. Jana Vianney, svaté Terezie z Lisieux, sv. Antonína Paduánského a sv. Vincenta z Pauly.
Kaple Sacré-Cœur má vstup z ulice Rue Jean-Bologne. Nachází se zde velká vitráž představující korunování Panny Marie. Malby na zdech popisují zasvěcení Nejsvětějšímu Srdci Ježíšovu v roce 1897. Na mramorovém oltáři se nachází pozlacený bronzový kříž z bývalého hlavního oltáře. Uprostřed kaple je nová křtitelnice.
V kapli Panny Marie se nachází obraz Zvěstování od Nicolase Delobela (1693–1763). Do roku 1847 byl oltářním obrazem na hlavním oltáři, než byl přenesen do kaple. Dále je zde obraz Korunování trnovou korunou Luca Giordana (1634–1705), kopie obrazu Ukládání do hrobu od Tiziana (1488–1576) jehož originál je uložen v Louvru, v kapli od roku 1864, kopie obrazu Únos svatého Pavla od Nicolase Poussina (1594–1665), jehož originál je uložen v Louvru, v kapli od roku 1876 a kopie obrazu Apoteóza svatého Augustina od Guercina (1591–1666) umístěná v kapli roku 1875.